# Mapnik
MapnikはC++で組まれたオープンソースのデスクトップ及びサーバー用地図描画ツールキットである。
多くの利用者を有する活動の一つであるオープンストリートマップ（以下、OSM）は、
Apache HTTP Serverのモジュール(mod_tile)と組み合わせて地図のタイルデータをレンダリングし独自の地図レイヤーを出力している。
C++やPython、Node.jsで組まれたオブジェクトや地図の位置を示すオブジェクトにKMLが利用可能である。
バックエンドのレンダリングにcairoを、メモリ管理やファイルアクセスや正規表現やXML構文解析などの一般的な処理にBoostを使用している。
OSMの標準レイヤーをバックエンドでレンダリングしているほか、
CloudMade、
MapQuest、
Mapboxでも使用されている。

## データフォーマット
プラグイン用フレームワークを用いて多くのデータフォーマットに対応しており、GDALを活用してベクタやラスタの読み取りを行っている。
シェープファイルやPostGIS、GeoTIFFにも対応しており、将来的にはより多くのフォーマットに対応したプラグインが利用可能である。
OSMデータをPostgreSQLに格納できるフォーマットに変換するosm2pgsql機能がある。

## ハードウェア環境
Mapnikは、クロスプラットフォームツールキットとしてWindows,・Mac・Unix-like systems like Linux・ Solaris（release 0.4以降）のハードウェア環境で動作する。